# Hemiceras draudti
Hemiceras draudti är en fjärilsart som beskrevs av Paul Thiaucourt 1991. Hemiceras draudti ingår i släktet Hemiceras och familjen tandspinnare. Inga underarter finns listade i Catalogue of Life.